# エノール
エノール (enol) または アルケノール (alkenol) は、アルケンの二重結合の片方の炭素にヒドロキシ基が置換したアルコールのこと。ビニルアルコールの誘導体。エノールとカルボニル化合物（ケトンやアルデヒド）は互変異性体の関係にあり、以下のようにケト-エノール互変異性化を起こす。
エノール型は図の右側である。エノール型は一般に不安定であり、平衡は左側のケト型に偏っている（ただし、フェノールのような例外もある）。これは、酸素原子が炭素より陰性で多重結合を形成しやすいからである。炭素-酸素二重結合は炭素-酸素単結合よりも結合エネルギーにして2倍以上強く、一方で炭素-炭素二重結合の結合エネルギーは炭素-炭素単結合2個分の結合エネルギーよりも弱い。
酸によるアルドール反応において、反応中間体とされる。

## エノラートイオン
エノールが持つ酸素上のプロトンを除去して残るアルコキシドイオンをエノラート (enolate) 、あるいは エノラートイオンと呼ぶ。これをケイ素保護基で捕捉したシリルエノールエーテルは、向山アルドール反応の基質となる。

## エンジオール
エンジオールは、C=C結合の両端に、それぞれヒドロキシ基がついた構造体(-C(OH)=C(OH)-)の事である。エンジオールはロブリー・ド・ブリュイン＝ファン・エッケンシュタイン転位の反応中間体である。以下の図のように、ケトースは エンジオールを介してアルドースと平衡状態となる（ケト-エノール互変異性）。
レダクトン
レダクトンは、エンジオール構造の隣にカルボニル基が結合した形状の構造体の事である。エンジオール構造は、隣接するカルボニルとの互変異性に起因する共鳴により安定化される。そのため、化学平衡はケト構造よりエンジオール構造に偏る。
レダクトンは、強力な還元剤のため、酸化防止剤として利用される。またかなり強い強酸である。
| レダクトンの例       | レダクトンの例 | レダクトンの例             |
| -------------------- | -------------- | -------------------------- |
|                      |                |                            |
| タルトロンアルデヒド | レダクチン酸   | アスコルビン酸 (ビタミンC) |